# Milan Associazione Calcio 1994-1995
Questa voce raccoglie le informazioni riguardanti il Milan Associazione Calcio nelle competizioni ufficiali della stagione 1994-1995.

## Stagione

Franco Baresi solleva la Supercoppa UEFA 1994

La sessione di mercato estiva vede la partenza dei poco utilizzati Florin Răducioiu, Brian Laudrup e Fernando De Napoli, oltre a quella di Jean-Pierre Papin, e il ritorno in rossonero di Giovanni Stroppa e di Ruud Gullit dopo un anno alla Sampdoria. L'olandese verrà ceduto nuovamente (e questa volta definitivamente) alla squadra di Genova in novembre durante la sessione autunnale, che vede anche l'arrivo di Paolo Di Canio dalla Juventus in cambio di Alessandro Orlando.
La stagione 1994-1995 si apre con la vittoria della Supercoppa italiana contro la Sampdoria ottenuta ai rigori dopo l'1-1 dei tempi regolamentari con reti di Mihajlović su punizione e Gullit. Dal dischetto decisivi per i doriani gli errori di Evani (tiro parato da Rossi) e dello stesso Mihajlović (traversa).
In campionato, il primo che attribuisce i 3 punti per la vittoria, il Milan subisce 3 sconfitte nelle prime 8 giornate e deve rinunciare presto alla lotta per lo scudetto. Il campionato viene vinto dalla Juventus, che interrompe così una serie di tre vittorie consecutive dei rossoneri, che si classificano quarti dietro Juventus, Lazio e Parma qualificandosi per la Coppa UEFA 1995-1996. Marco Simone è autore di 17 gol in 30 presenze e insieme a Savićević guida la squadra in un campionato condizionato da un girone di andata sotto tono, visti i numerosi infortuni e le assenze dettati dalla fatica del mondiale statunitense dell'estate precedente. Maldini si classifica terzo nella graduatoria che assegna il Pallone d'oro 1994. La stagione viene funestata da un evento luttuoso: un tifoso rossonero, nella trasferta di Genova del 29 gennaio 1995 per la partita contro i grifoni durante uno scontro tra le due tifoserie, uccide con una coltellata il sostenitore genoano Vincenzo Spagnolo.
In Coppa Italia, dopo avere eliminato ai sedicesimi di finale il Palermo ai tiri di rigore, il Milan subisce l'eliminazione agli ottavi da parte dell'Inter, che vince entrambi i derby per 2-1.

Ruud Gullit, di ritorno a Milano dopo la stagione a Genova, segna agli ex compagni sampdoriani nella vittoriosa Supercoppa italiana 1994; l'olandese vestirà di nuovo la maglia blucerchiata nel mercato autunnale.

In Champions League il Milan, campione d'Europa in carica, viene sorteggiato nel girone con gli olandesi dell'Ajax, gli austriaci del Casino Salisburgo e i greci dell'AEK Atene. Dopo la sconfitta all'esordio ad Amsterdam, i rossoneri ottengono la prima vittoria nella partita casalinga contro il Salisburgo. Nel corso della partita il portiere degli austriaci Konrad viene colpito da una bottiglietta lanciata dagli spalti; la UEFA omologa il 3-0 ottenuto sul campo dal Milan, che viene però penalizzato di 2 punti; il campo viene poi squalificato per due giornate (le ultime due partite sono disputate in campo neutro allo Stadio Nereo Rocco di Trieste). I rossoneri chiudono il girone al secondo posto dietro il giovane Ajax di Louis van Gaal, che sconfigge il Milan due volte, a quota 5 punti a pari merito con il Casino Salisburgo e si qualificano ai quarti di finale in virtù delle due vittorie ottenute contro la squadra austriaca. Nella fase a eliminazione diretta i rossoneri battono ai quarti il Benfica e in semifinale il Paris Saint-Germain del futuro rossonero George Weah, vincendo per 1-0 a Parigi con rete di Boban nei minuti di recupero, dopo un'azione di contropiede guidata da Savićević e Massaro, e per 2-0 a Milano con una doppietta di Savićević. Raggiungono, così, per la quinta volta in sette anni (terza consecutiva), la finale di UEFA Champions League. Al Prater di Vienna, il 24 maggio 1995, il Milan si presenta senza Savićević, acciaccato, e affronta ancora gli olandesi dell'Ajax, che vincono per 1-0 una gara equilibrata risolta da un gol del futuro milanista Patrick Kluivert a cinque minuti dal termine È la prima volta nella storia della Coppa dei Campioni che due squadre si incontrano in finale dopo essersi già affrontate nella stessa stagione nella stessa competizione.
Nel dicembre 1994 il Milan perde la Coppa Intercontinentale contro gli argentini del Vélez Sársfield allenati da Carlos Bianchi (2-0) e nel febbraio successivo vince la Supercoppa UEFA contro gli inglesi dell'Arsenal (0-0 a Londra all'andata e 2-0 a Milano nel ritorno firmato Boban e Massaro), stabilendo per l'epoca il record assoluto di successi in questa competizione (3).

## Divise e sponsor

Marco Simone, miglior marcatore stagionale del Milan, in azione contro il PSG indossando la speciale divisa bianca approntata per semifinali e finale di Champions League.

Lo sponsor tecnico per la stagione 1994-1995 è Lotto, mentre lo sponsor ufficiale è Opel. La divisa è una maglia a strisce verticali della stessa dimensione, rosse e nere, con pantaloncini e calzettoni bianchi. La divisa di riserva è rossa nell parte superiore e bianca in quella inferiore con una striscia orizzontale nera, la terza divisa è completamente gialla. Nelle semifinali e finale di Champions League, rispettivamente contro Paris Saint-Germain e Ajax, viene usata una speciale maglia completamente bianca con bordini rossoneri.
| Casa | Trasferta | Terza divisa | Semifinali e Finale UCL | Portiere |

## Organigramma societario
Area direttiva
- Presidente: Silvio Berlusconi
- Vicepresidente e amministratore delegato: Adriano Galliani
- Direttore sportivo: Ariedo Braida

Area organizzativa
- Direttore organizzativo: Umberto Gandini
- Team manager: Silvano Ramaccioni
- Segretaria: Rina Barbara Ercoli

Area comunicazione
- Capo ufficio stampa: Paolo Tarozzi

Area tecnica
- Allenatore: Fabio Capello
- Allenatore in seconda: Italo Galbiati
- Preparatori dei portieri: Roberto Negrisolo
- Preparatore atletico: Vincenzo Pincolini

Area sanitaria
- Responsabile servizi sanitari: Rodolfo Tavana
- Medico sociale: Giovanni Battista Monti
- Massaggiatori: Giancarlo Bertassi, Franco Pagani

## Rosa
| N. |                    | Ruolo | Calciatore                     |
| -- | ------------------ | ----- | ------------------------------ |
|    | Italia (bandiera)  | P     | Carlo Cudicini                 |
|    | Italia (bandiera)  | P     | Mario Ielpo                    |
|    | Italia (bandiera)  | P     | Sebastiano Rossi               |
|    | Italia (bandiera)  | D     | Franco Baresi (capitano)       |
|    | Italia (bandiera)  | D     | Alessandro Costacurta          |
|    | Francia (bandiera) | D     | Marcel Desailly                |
|    | Italia (bandiera)  | D     | Filippo Galli                  |
|    | Italia (bandiera)  | D     | Roberto Lorenzini              |
|    | Italia (bandiera)  | D     | Paolo Maldini                  |
|    | Italia (bandiera)  | D     | Stefano Nava                   |
|    | Italia (bandiera)  | D     | Alessandro Orlando             |
|    | Italia (bandiera)  | D     | Christian Panucci              |
|    | Italia (bandiera)  | D     | Mauro Tassotti (vice capitano) |
|    | Italia (bandiera)  | C     | Demetrio Albertini             |
|    | Croazia (bandiera) | C     | Zvonimir Boban                 |

| N. |                        | Ruolo | Calciatore             |
| -- | ---------------------- | ----- | ---------------------- |
|    | Italia (bandiera)      | C     | Roberto Donadoni       |
|    | Italia (bandiera)      | C     | Stefano Eranio         |
|    | Paesi Bassi (bandiera) | C     | Ruud Gullit            |
|    | Italia (bandiera)      | C     | Massimo Orlando        |
|    | Jugoslavia (bandiera)  | C     | Dejan Savićević        |
|    | Italia (bandiera)      | C     | Gianluca Sordo         |
|    | Italia (bandiera)      | C     | Giovanni Stroppa       |
|    | Italia (bandiera)      | A     | Francesco De Francesco |
|    | Italia (bandiera)      | A     | Paolo Di Canio         |
|    | Italia (bandiera)      | A     | Gianluigi Lentini      |
|    | Italia (bandiera)      | A     | Daniele Massaro        |
|    | Italia (bandiera)      | A     | Alessandro Melli       |
|    | Italia (bandiera)      | A     | Marco Simone           |
|    | Paesi Bassi (bandiera) | A     | Marco van Basten       |

## Calciomercato

### Sessione estiva
| Acquisti | Acquisti          | Acquisti   | Acquisti                  |
| R.       | Nome              | da         | Modalità                  |
| -------- | ----------------- | ---------- | ------------------------- |
| P        | Carlo Cudicini    | Como       | fine prestito             |
| D        | Roberto Lorenzini | Genoa      | risoluzione comproprietà  |
| D        | Enzo Gambaro      | Napoli     | fine prestito             |
| C        | Ruud Gullit       | Sampdoria  | definitivo (0 ₤)          |
| C        | Massimo Orlando   | Fiorentina | definitivo                |
| C        | Gianluca Sordo    | Torino     | definitivo (5 miliardi ₤) |
| C        | Giovanni Stroppa  | Foggia     | definitivo                |

| Cessioni | Cessioni           | Cessioni      | Cessioni   |
| R.       | Nome               | a             | Modalità   |
| -------- | ------------------ | ------------- | ---------- |
| D        | Enzo Gambaro       | Fiorentina    | prestito   |
| D        | Mirco Sadotti      | Cesena        | definitivo |
| C        | Angelo Carbone     | Fiorentina    | prestito   |
| C        | Francesco Cozza    | Reggiana      | prestito   |
| C        | Fernando De Napoli | Reggiana      | definitivo |
| A        | Daniele Guerzoni   | Monza         | definitivo |
| A        | Brian Laudrup      | Rangers       | definitivo |
| A        | Florin Răducioiu   | Espanyol      | definitivo |
| A        | Jean-Pierre Papin  | Bayern Monaco | definitivo |

### Sessione autunnale
| Acquisti | Acquisti         | Acquisti   | Acquisti      |
| R.       | Nome             | da         | Modalità      |
| -------- | ---------------- | ---------- | ------------- |
| D        | Enzo Gambaro     | Fiorentina | fine prestito |
| C        | Francesco Cozza  | Reggiana   | fine prestito |
| A        | Paolo Di Canio   | Juventus   | definitivo    |
| A        | Alessandro Melli | Sampdoria  | prestito      |

| Cessioni | Cessioni           | Cessioni  | Cessioni         |
| R.       | Nome               | a         | Modalità         |
| -------- | ------------------ | --------- | ---------------- |
| D        | Enzo Gambaro       | Reggiana  | prestito         |
| D        | Roberto Lorenzini  | Torino    | prestito         |
| D        | Alessandro Orlando | Juventus  | definitivo       |
| C        | Francesco Cozza    | Vicenza   | prestito         |
| C        | Ruud Gullit        | Sampdoria | definitivo (0 ₤) |

## Risultati

### Serie A

#### Girone di andata
| Arbitro: | Quartuccio (Torre Annunziata) |

|            |           |  |
| Simone 53’ | Marcatori |  |

| Arbitro: | Stafoggia (Pesaro) |

|                 |           |            |
| Dely Valdés 34’ | Marcatori | 12’ Gullit |

| Arbitro: | Pairetto (Nichelino) |

|                 |           |            |
| Gullit 77’, 90’ | Marcatori | 88’ Bokšić |

| Arbitro: | Bettin (Padova) |

|            |           |  |
| Gualco 61’ | Marcatori |  |

| Arbitro: | Bazzoli (Merano) |

|            |           |  |
| Simone 50’ | Marcatori |  |

| Arbitro: | Trentalange (Torino) |

|                        |           |  |
| Lalas 23’ Gabrieli 60’ | Marcatori |  |

| Milano 23 ottobre 1994 7ª giornata | Milan           | 0 – 0 referto | Sampdoria | Stadio Giuseppe Meazza (56 140 spett.)\| Arbitro: \| Boggi (Salerno) \| |
| Arbitro:                           | Boggi (Salerno) |               |           |                                                                         |

| Arbitro: | Collina (Viareggio) |

|            |           |  |
| Baggio 43’ | Marcatori |  |

| Arbitro: | Ceccarini (Livorno) |

|             |           |            |
| Massaro 33’ | Marcatori | 74’ Crippa |

| Arbitro: | Stafoggia (Pesaro) |

|             |           |             |
| Maldini 50’ | Marcatori | 4’ Fontolan |

| Torino 21 dicembre 1994 11ª giornata | Torino                      | 0 – 0 referto | Milan | Stadio delle Alpi (21 444 spett.)\| Arbitro: \| Cinciripini (Ascoli Piceno) \| |
| Arbitro:                             | Cinciripini (Ascoli Piceno) |               |       |                                                                                |

| Arbitro: | Borriello (Mantova) |

|                         |           |                |
| Simone 1’ Savićević 88’ | Marcatori | 67’ Simutenkov |

| Arbitro: | Pairetto (Nichelino) |

|               |           |                               |
| Di Biagio 36’ | Marcatori | 14’, 73’ Simone 15’ Savićević |

| Roma 18 dicembre 1994 14ª giornata | Roma                | 0 – 0 referto | Milan | Stadio Olimpico (64 439 spett.)\| Arbitro: \| Collina (Viareggio) \| |
| Arbitro:                           | Collina (Viareggio) |               |       |                                                                      |

| Arbitro: | Treossi (Forlì) |

|            |           |               |
| Simone 73’ | Marcatori | 87’ Cannavaro |

| Arbitro: | Braschi (Prato) |

|                               |           |                                          |
| Tovalieri 30’, 66’ Pedone 73’ | Marcatori | 11’ Massaro 40’, 52’, 56’, 84’ Savićević |

| Arbitro: | Cinciripini (Ascoli Piceno) |

|                           |           |  |
| Desailly 78’ Di Canio 84’ | Marcatori |  |

#### Girone di ritorno
| Arbitro: | Beschin (Legnano) |

|                     |           |             |
| Skuhravý 45’ (rig.) | Marcatori | 83’ Panucci |

| Arbitro: | Rosica (Roma) |

|             |           |           |
| Panucci 53’ | Marcatori | 14’ Muzzi |

| Arbitro: | Cesari (Genova) |

|                                                         |           |  |
| Casiraghi 18’ Signori 52’, 64’ (rig.) Baresi 79’ (aut.) | Marcatori |  |

| Arbitro: | Rodomonti (Teramo) |

|                                  |           |                   |
| Boban 2’ Stroppa 35’ Massaro 86’ | Marcatori | 90’ (rig.) Chiesa |

| Arbitro: | Pellegrino (Barcellona Pozzo di Gotto) |

|  |           |                                              |
|  | Marcatori | 45’, 56’, 69’ Simone 73’ Maldini 84’ Stroppa |

| Arbitro: | Braschi (Prato) |

|            |           |  |
| Simone 28’ | Marcatori |  |

| Arbitro: | Bettin (Padova) |

|  |           |                                      |
|  | Marcatori | 11’ Simone 71’, 90’ (rig.) Albertini |

| Arbitro: | Boggi (Salerno) |

|  |           |                          |
|  | Marcatori | 41’ Ravanelli 84’ Vialli |

| Arbitro: | Stafoggia (Pesaro) |

|                             |           |                                   |
| Zola 41’ (rig.), 84’ (rig.) | Marcatori | 3’ Lentini 14’ (rig.), 53’ Simone |

| Arbitro: | Pairetto (Nichelino) |

|                                    |           |             |
| Seno 43’ Jonk 69’ Rossi 87’ (aut.) | Marcatori | 85’ Stroppa |

| Arbitro: | Quartuccio (Torre Annunziata) |

|                                                        |           |                |
| Savićević 20’ Simone 22’ Lentini 62’ Donadoni 69’, 85’ | Marcatori | 32’ Rizzitelli |

| Arbitro: | Tombolini (Ancona) |

|  |           |                                                          |
|  | Marcatori | 6’ Lentini 31’ (aut.) De Napoli 66’ Savićević 82’ Simone |

| Arbitro: | Amendolia (Messina) |

|                                      |           |  |
| Lentini 43’ Savićević 56’ Simone 79’ | Marcatori |  |

| Arbitro: | Cesari (Genova) |

|             |           |  |
| Lentini 34’ | Marcatori |  |

| Arbitro: | Bazzoli (Merano) |

|              |           |  |
| Agostini 45’ | Marcatori |  |

| Arbitro: | Pellegrino (Barcellona Pozzo di Gotto) |

|  |           |               |
|  | Marcatori | 64’ Tovalieri |

| Arbitro: | Quartuccio (Torre Annunziata) |

|               |           |                            |
| Batistuta 42’ | Marcatori | 5’ Melli 79’ (rig.) Simone |

### Coppa Italia

#### Turni preliminari
| Arbitro: | Rosica (Roma) |

|  |           |             |
|  | Marcatori | 42’ Iachini |

| Arbitro: | Ceccarini (Livorno) |

|                                          |                      |                                       |
|                                          | Marcatori            | 25’ Stroppa                           |
| Campilongo Cicconi Criniti Taccola Biffi | Tiri di rigore 2 – 3 | Stroppa Albertini Sordo Galli Panucci |

| Arbitro: | Collina (Viareggio) |

|             |           |                                  |
| Lentini 38’ | Marcatori | 56’ (rig.) Orlandini 64’ Bergomi |

| Arbitro: | Pairetto (Nichelino) |

|                        |           |              |
| Sosa 64’ Orlandini 78’ | Marcatori | 46’ Donadoni |

### UEFA Champions League

#### Fase a gironi
| Arbitro: | López |

|                             |           |  |
| R. de Boer 50’ Litmanen 64’ | Marcatori |  |

| Arbitro: | Sundell |

|                             |           |  |
| Stroppa 39’ Simone 60’, 63’ | Marcatori |  |

| Atene 19 ottobre 1994, ore 21:30 CET 3ª giornata - Gruppo D | AEK Atene | 0 – 0 referto | Milan | Stadio Nikos Goumas (30 000 spett.)\| Arbitro: \| Puhl \| |
| Arbitro:                                                    | Puhl      |               |       |                                                           |

| Arbitro: | Žuk |

|                  |           |              |
| Panucci 67’, 73’ | Marcatori | 16’ Savevski |

| Arbitro: | Mikkelsen |

|  |           |                               |
|  | Marcatori | 2’ Litmanen 66’ (aut.) Baresi |

| Arbitro: | Crăciunescu |

|  |           |             |
|  | Marcatori | 27’ Massaro |

#### Fase a eliminazione diretta
| Arbitro: | Çakar |

|                 |           |  |
| Simone 63’, 75’ | Marcatori |  |

| Lisbona 15 marzo 1995, ore 21:15 CET Quarti di finale - Ritorno | Benfica  | 0 – 0 referto | Milan | Estádio da Luz (80 000 spett.)\| Arbitro: \| Goethals \| |
| Arbitro:                                                        | Goethals |               |       |                                                          |

| Arbitro: | Muhmenthaler |

|  |           |           |
|  | Marcatori | 90’ Boban |

| Arbitro: | Mottram |

|                    |           |  |
| Savićević 21’, 68’ | Marcatori |  |

| Arbitro: | Crăciunescu |

|              |           |  |
| Kluivert 84’ | Marcatori |  |

### Supercoppa italiana
| Arbitro: | Pierluigi Pairetto (Nichelino) |

|                                   |                      |                                           |
| Gullit 83’                        | Marcatori            | 36’ Mihajlović                            |
| Albertini Boban Simone Costacurta | Tiri di rigore 4 – 3 | Platt Vierchowod Evani Jugović Mihajlović |

### Coppa Intercontinentale
| Arbitro: | Torres |

|  |           |                            |
|  | Marcatori | 51’ (rig.) Trotta 57’ Asad |

### Supercoppa UEFA
| Londra 1º febbraio 1995, ore 20:00 CET Andata | Arsenal      | 0 – 0 referto | Milan | Highbury (38.044 spett.)\| Arbitro: \| van der Ende \| |
| Arbitro:                                      | van der Ende |               |       |                                                        |

| Arbitro: | Krug |

|                       |           |  |
| Boban 41’ Massaro 67’ | Marcatori |  |

## Statistiche

### Statistiche di squadra
| Competizione            | Punti | In casa | In casa | In casa | In casa | In casa | In casa | In trasferta | In trasferta | In trasferta | In trasferta | In trasferta | In trasferta | Totale | Totale | Totale | Totale | Totale | Totale | DR  |
| Competizione            | Punti | G       | V       | N       | P       | Gf      | Gs      | G            | V            | N            | P            | Gf           | Gs           | G      | V      | N      | P      | Gf     | Gs     | DR  |
| ----------------------- | ----- | ------- | ------- | ------- | ------- | ------- | ------- | ------------ | ------------ | ------------ | ------------ | ------------ | ------------ | ------ | ------ | ------ | ------ | ------ | ------ | --- |
| Serie A                 | 60    | 17      | 10      | 5       | 2       | 25      | 11      | 17           | 7            | 4            | 6            | 28           | 21           | 34     | 17     | 9      | 8      | 53     | 32     | +21 |
| Coppa Italia            | -     | 2       | 0       | 0       | 2       | 1       | 3       | 2            | 1            | 0            | 1            | 2            | 2            | 4      | 1      | 0      | 3      | 3      | 5      | -2  |
| Champions League        | -     | 5       | 4       | 0       | 1       | 9       | 3       | 5            | 2            | 2            | 1            | 2            | 2            | 11     | 6      | 2      | 3      | 11     | 6      | +5  |
| Supercoppa italiana     | -     | 1       | 0       | 1       | 0       | 1       | 1       | -            | -            | -            | -            | -            | -            | 1      | 0      | 1      | 0      | 1      | 1      | 0   |
| Coppa Intercontinentale | -     | -       | -       | -       | -       | -       | -       | -            | -            | -            | -            | -            | -            | 1      | 0      | 0      | 1      | 0      | 2      | -2  |
| Supercoppa UEFA         | -     | 1       | 1       | 0       | 0       | 2       | 0       | 1            | 0            | 1            | 0            | 0            | 0            | 2      | 1      | 1      | 0      | 2      | 0      | +2  |
| Totale                  | -     | 26      | 15      | 6       | 5       | 38      | 18      | 25           | 10           | 7            | 8            | 32           | 25           | 53     | 25     | 13     | 15     | 70     | 46     | +24 |

### Statistiche dei giocatori
Sono in corsivo i calciatori che hanno lasciato la società durante la stagione.
| Giocatore       | Serie A  | Serie A | Serie A     | Serie A    | Coppa Italia | Coppa Italia | Coppa Italia | Coppa Italia | Champions League | Champions League | Champions League | Champions League | Supercoppa italiana + Coppa Intercontinentale + Supercoppa UEFA | Supercoppa italiana + Coppa Intercontinentale + Supercoppa UEFA | Supercoppa italiana + Coppa Intercontinentale + Supercoppa UEFA | Supercoppa italiana + Coppa Intercontinentale + Supercoppa UEFA | Totale   | Totale | Totale      | Totale     |
| Giocatore       | Presenze | Reti    | Ammonizioni | Espulsioni | Presenze     | Reti         | Ammonizioni  | Espulsioni   | Presenze         | Reti             | Ammonizioni      | Espulsioni       | Presenze                                                        | Reti                                                            | Ammonizioni                                                     | Espulsioni                                                      | Presenze | Reti   | Ammonizioni | Espulsioni |
| --------------- | -------- | ------- | ----------- | ---------- | ------------ | ------------ | ------------ | ------------ | ---------------- | ---------------- | ---------------- | ---------------- | --------------------------------------------------------------- | --------------------------------------------------------------- | --------------------------------------------------------------- | --------------------------------------------------------------- | -------- | ------ | ----------- | ---------- |
| D. Albertini    | 30       | 2       | 6           | 0          | 4            | 0            | 0            | 0            | 9                | 0                | 2                | 0                | 1+1+2                                                           | 0                                                               | 0+1+1                                                           | 0                                                               | 47       | 2      | 10          | 0          |
| F. Baresi       | 28       | 0       | 5           | 1          | 0            | 0            | 0            | 0            | 11               | 0                | 1                | 0                | 1+1+2                                                           | 0                                                               | 0                                                               | 0                                                               | 43       | 0      | 6           | 1          |
| Z. Boban        | 21       | 1       | 0           | 1          | 2            | 0            | 1            | 0            | 9                | 1                | 2                | 0                | 1+1+1                                                           | 0+0+1                                                           | 0                                                               | 0                                                               | 35       | 3      | 3           | 1          |
| A. Costacurta   | 27       | 0       | 5           | 0          | 3            | 0            | 0            | 0            | 6                | 0                | 1                | 0                | 1+1+2                                                           | 0                                                               | 1+0+1                                                           | 0+1+0                                                           | 40       | 0      | 8           | 1          |
| C. Cudicini     | 0        | -0      | 0           | 0          | 0            | -0           | 0            | 0            | 0                | -0               | 0                | 0                | 0                                                               | -0                                                              | 0                                                               | 0                                                               | 0        | -0     | 0           | 0          |
| F. De Francesco | 0        | 0       | 0           | 0          | 2            | 0            | 0            | 0            | 0                | 0                | 0                | 0                | 0                                                               | 0                                                               | 0                                                               | 0                                                               | 2        | 0      | 0           | 0          |
| M. Desailly     | 22       | 1       | 8           | 2          | 1            | 0            | 0            | 0            | 10               | 0                | 1                | 0                | 0+1+2                                                           | 0                                                               | 0                                                               | 0                                                               | 36       | 1      | 9           | 2          |
| P. Di Canio     | 15       | 1       | 0           | 0          | 2            | 0            | 0            | 0            | 0                | 0                | 0                | 0                | 0+0+2                                                           | 0                                                               | 0                                                               | 0                                                               | 19       | 1      | 0           | 0          |
| R. Donadoni     | 30       | 2       | 1           | 0          | 2            | 1            | 0            | 0            | 8                | 0                | 0                | 0                | 1+1+2                                                           | 0                                                               | 0                                                               | 0                                                               | 44       | 3      | 1           | 0          |
| S. Eranio       | 11       | 0       | 0           | 0          | 0            | 0            | 0            | 0            | 4                | 0                | 1                | 0                | 0+0+1                                                           | 0                                                               | 0                                                               | 0                                                               | 16       | 0      | 1           | 0          |
| F. Galli        | 19       | 0       | 0           | 0          | 3            | 0            | 0            | 1            | 6                | 0                | 0                | 0                | 0                                                               | 0                                                               | 0                                                               | 0                                                               | 28       | 0      | 0           | 1          |
| R. Gullit       | 8        | 3       | 0           | 0          | 2            | 0            | 0            | 0            | 3                | 0                | 0                | 0                | 1+0+0                                                           | 1+0+0                                                           | 0                                                               | 0                                                               | 14       | 4      | 0           | 0          |
| M. Ielpo        | 0        | -0      | 0           | 0          | 4            | -5           | 0            | 0            | 0                | -0               | 0                | 0                | 0                                                               | -0                                                              | 0                                                               | 0                                                               | 4        | -5     | 0           | 0          |
| G. Lentini      | 17       | 5       | 1           | 0          | 4            | 1            | 0            | 0            | 4                | 0                | 0                | 0                | 1+0+0                                                           | 0                                                               | 0                                                               | 0                                                               | 26       | 6      | 1           | 0          |
| R. Lorenzini    | 0        | 0       | 0           | 0          | 1            | 0            | 0            | 0            | 0                | 0                | 0                | 0                | 1+0+0                                                           | 0                                                               | 0                                                               | 0                                                               | 2        | 0      | 0           | 0          |
| P. Maldini      | 29       | 2       | 2           | 1          | 1            | 0            | 1            | 0            | 11               | 0                | 1                | 0                | 0+1+1                                                           | 0                                                               | 0                                                               | 0                                                               | 43       | 2      | 4           | 1          |
| D. Massaro      | 19       | 3       | 0           | 0          | 1            | 0            | 0            | 0            | 8                | 1                | 0                | 0                | 0+1+2                                                           | 0+0+1                                                           | 0                                                               | 0                                                               | 31       | 5      | 0           | 0          |
| A. Melli        | 6        | 1       | 0           | 0          | 0            | 0            | 0            | 0            | 0                | 0                | 0                | 0                | 0                                                               | 0                                                               | 0                                                               | 0                                                               | 6        | 1      | 0           | 0          |
| S. Nava         | 2        | 0       | 1           | 0          | 2            | 0            | 1            | 0            | 1                | 0                | 0                | 0                | 1+0+0                                                           | 0                                                               | 0                                                               | 0                                                               | 6        | 0      | 2           | 0          |
| A. Orlando      | 2        | 0       | 1           | 0          | 1            | 0            | 0            | 0            | 1                | 0                | 0                | 0                | 1+0+0                                                           | 0                                                               | 1+0+0                                                           | 0                                                               | 5        | 0      | 2           | 0          |
| M. Orlando      | 2        | 0       | 0           | 0          | 0            | 0            | 0            | 0            | 0                | 0                | 0                | 0                | 0                                                               | 0                                                               | 0                                                               | 0                                                               | 2        | 0      | 0           | 0          |
| C. Panucci      | 28       | 2       | 9           | 1          | 4            | 0            | 0            | 0            | 10               | 2                | 1                | 0                | 0+1+1                                                           | 0                                                               | 0                                                               | 0                                                               | 44       | 4      | 10          | 1          |
| S. Rossi        | 34       | -32     | 3           | 0          | 0            | -0           | 0            | 0            | 11               | -6               | 1                | 0                | 1+1+2                                                           | -1+-2+-0                                                        | 0+1+0                                                           | 0                                                               | 49       | -41    | 5           | 0          |
| D. Savićević    | 19       | 9       | 6           | 0          | 1            | 0            | 0            | 0            | 6                | 2                | 1                | 0                | 0+1+2                                                           | 0                                                               | 0+1+0                                                           | 0                                                               | 29       | 11     | 8           | 0          |
| M. Simone       | 30       | 17      | 5           | 0          | 3            | 0            | 0            | 0            | 9                | 4                | 2                | 0                | 1+1+1                                                           | 0                                                               | 0+0+1                                                           | 0                                                               | 45       | 21     | 8           | 0          |
| G. Sordo        | 7        | 0       | 2           | 0          | 3            | 0            | 2            | 0            | 2                | 0                | 2                | 0                | 0                                                               | 0                                                               | 0                                                               | 0                                                               | 12       | 0      | 6           | 0          |
| G. Stroppa      | 19       | 3       | 3           | 0          | 2            | 1            | 1            | 0            | 7                | 1                | 0                | 0                | 0                                                               | 0                                                               | 0                                                               | 0                                                               | 28       | 5      | 4           | 0          |
| M. Tassotti     | 12       | 0       | 2           | 0          | 4            | 0            | 1            | 1            | 5                | 0                | 1                | 0                | 1+1+2                                                           | 0                                                               | 0                                                               | 0                                                               | 25       | 0      | 4           | 1          |
| M. van Basten   | 0        | 0       | 0           | 0          | 0            | 0            | 0            | 0            | 0                | 0                | 0                | 0                | 0                                                               | 0                                                               | 0                                                               | 0                                                               | 0        | 0      | 0           | 0          |